# 세키즈카 다카시
세키즈카 다카시(일본어: 関塚 隆, 1960년 10월 26일 ~ )는 일본의 전 축구 선수이자 축구 지도자로 현역 시절 혼다 FC에서 공격수로 활동했다.

## 선수 시절
1984년 일본 사커 리그 디비전 1의 혼다 FC에서 데뷔하여 1991년 은퇴할 때까지 7년동안 혼다 FC의 주축 공격수로 활약하며 1985-86 시즌과 1990-91 시즌 리그 3위, 1991 시즌 JSL컵 준우승 및 4번의 JSL컵 4강 진출(1984, 1985, 1986, 1987, 1990), 3번의 천황배 4강(1986, 1990, 1991) 등에 공헌했고 1984 시즌에는 일본 사커 리그 신인상과 베스트 11을 석권하기도 했다.

## 지도자 경력

### 가시마 앤틀러스
선수 은퇴 후 1993년 가시마 앤틀러스의 수석 코치로 지도자 커리어를 시작하자마자 J리그 1993 준우승, 1993 시즌 천황배 준우승을 이끌었고 그 후 1995년 시미즈 에스펄스의 코치로 활동하다가 1996년 가시마 앤틀러스로 복귀했다.
그 후 2003년까지 7년간 가시마 앤틀러스의 수석 코치와 임시 감독으로 활동하며 리그 4회 우승(1996, 1998, 2000, 2001) 및 1회 준우승(1997), J리그컵 3회 우승(1997, 2000, 2002) 및 2회 준우승(1999, 2003)과 2번의 4강 진출(1998, 2001), 천황배 2회 우승(1997, 2000) 및 1회 준우승(2002)과 2번의 4강 진출(1998, 2003), 일본 슈퍼컵 3연패 달성(1997, 1998, 1999) 및 2회 연속 준우승(2001, 2002), 1998-99년 아시안 컵위너스컵 3위, 2003년 A3 챔피언스컵 우승 등의 성과를 이끌었다.

### 가와사키 프론탈레
가시마 앤틀러스의 공식 대회 13번의 우승을 이끈 뒤 2004 시즌을 앞두고 당시 J2리그 소속팀인 가와사키 프론탈레의 감독으로 부임하자마자 J리그 디비전 2 2004 우승 및 5년만의 J1리그 승격을 이끌었고 승격 이후 건강상의 문제로 잠시 사임한 2008년을 제외하고는 2009년까지 4시즌동안 역임하며 J1리그 2회 준우승(2006, 2009), J리그컵 2회 준우승(2007, 2009) 및 2004 시즌 J리그컵 4강 진출, 2007 시즌 천황배 4강 진출, AFC 챔피언스리그 2번의 8강 진출(2007, 2009) 등을 이끌었다.

### 일본 U-23 대표팀
2010년 9월 일본 U-23 대표팀의 사령탑으로 전격 부임한 뒤 같은 해에 열린 2010년 아시안 게임에서 일본의 사상 첫 아시안 게임 금메달 획득을 이끌었고 2012년 하계 올림픽에서는 1968년 동메달 이후 일본의 44년만의 올림픽 4강 진출을 이끌었지만 4강에서 북중미의 강호 멕시코, 동메달 결정전에서 라이벌 대한민국에 연달아 패하며 44년만의 올림픽 메달 획득에는 실패했다.

### 제프 유나이티드 지바
2012년 하계 올림픽 이후 일본 U-23 대표팀 감독직에서 물러난 후 2013년에는 주빌로 이와타의 사령탑을 거친 뒤 2014년 제프 유나이티드 지바의 감독으로 부임하여 2016년까지 38승 30무 29패의 성적을 거두며 J리그 디비전 2 2014 3위, 2014 시즌 천황배 4강 진출 등을 이끌었다.

## 성적

### 클럽 (선수)
혼다 FC
- 일본 사커 리그 디비전 1 : 3위 (1985-86, 1990-91)
- JSL컵 : 준우승 (1991), 4강 (1984, 1985, 1986, 1987, 1990)
- 천황배 : 4강 (1986, 1990, 1991)

### 클럽 (지도자)
가시마 앤틀러스 (수석 코치 / 임시 감독)
- J1리그 : 우승 (1996, 1998, 2000, 2001), 준우승 (1993, 1997)
- J리그컵 : 우승 (1997, 2000, 2002), 준우승 (1999, 2003), 4강 (1998, 2001)
- 천황배 : 우승 (1997, 2000), 준우승 (2002), 4강 (1998, 2003)
- 아시안 컵위너스컵 : 3위 (1998-99)
- A3 챔피언스컵 : 우승 (2003)
- 일본 슈퍼컵 : 우승 (1997, 1998, 1999), 준우승 (2001, 2002)

가와사키 프론탈레
- J1리그 : 준우승 (2006, 2009)
- J2리그 : 우승 (2004)
- J리그컵 : 준우승 (2007, 2009), 4강 (2004)
- 천황배 : 4강 (2007)

제프 유나이티드 지바
- J2리그 : 3위 (2014)
- 천황배 : 4강 (2014)

### 국가대표팀 (지도자)
일본 U-23
- 아시안 게임 : 금메달 (2010)
- 하계 올림픽 : 4위 (2012)

### 개인 수상
- 일본 사커 리그 올해의 신인상 : 1984
- 일본 사커 리그 베스트 11 : 1984